# أديليد ثيرتي سيكسترز
أديليد ثيرتي سيكسترز  (بالإنجليزية: Adelaide 36ers)‏ هو فريق كرة سلة أسترالي تأسس في سنة 1982 يقع في جنوب أستراليا، أديليد. يلعب في الدوري الأسترالي لكرة السلة.

## وصلات خارجية
- الموقع الرسمي